# David Mead (rugby à XIII)
Pour les articles homonymes, voir David Mead et Mead.

a Compétitions nationales et continentales officielles uniquement.

b Matchs officiels uniquement.
David Mead né David Moore, né le 4 novembre 1988 à Port Moresby (Papouasie-Nouvelle-Guinée), est un joueur de rugby à XIII papou évoluant au poste d'arrière, d'ailier ou de centre. Il commence sa carrière en National Rugby League aux Titans de Gold Coast en 2009 et y est le meilleur marqueur d'essais de l'histoire de la franchise après huit saisons, il rejoint ensuite en 2017 les Broncos de Brisbane avec lesquels il atteint la finale préliminaire de la NRL puis en 2018 les Dragons Catalans en Super League.
Parallèlement, il dispute trois éditions de Coupe du monde avec la sélection papoue en 2008, 2013 et 2017 où au cours de cette dernière il en est le capitaine et dispute un quart de finale. Il a remporté avec la sélection la Coupe du Pacifique en 2009.

## Biographie

### Son enfance
David Mead est né à Port Moresby en Papouasie-Nouvelle-Guinée sous le nom de « David Moore ». Il déménage à l'âge de douze ans en Australie et effectue sa scolarité à la « Kadina High School » puis à la « Trinity Catholic College » à Limore en Nouvelle-Galles du Sud. Il joue dans ses jeunes années au rugby à XIII dans le club des « Lismore Marist Brothers » avant d'intégrer la franchise des Titans de Gold Coast. En 2008, Mead intègre l'équipe des moins de vingt ans de Gold Coast et est immédiatement appelé en sélection de la Papouasie-Nouvelle-Guinée pour disputer fin 2008 la Coupe du monde 2008. Il demande en cette même période son changement de nom de famille de Moore en Mead pour honorer la famille de sa tante qu'il l'a élevé lors de son emménagement en Australie.

### Les Titans de Gold Coast
Courtise par d'autres clubs de National Rugby League dont notamment les Roosters de Sydney, David Mead signé une prolongation de son contrat avec Gold Coast fin janvier 2009. Il fait ses débuts en NRL le 8 juin 2009 contre les Dragons de St. Georges-Illawarra pour une victoire de son équipe 28-24, puis fête sa première titularisation contre les Warriors de New Zealand au poste d'ailier le 27 juin 2009 avec deux essais inscrits permettant à son équipe de remporter le match 28-12. Il poursuit désormais la saison au poste de titulaire sur son aile. Gold Coast atteint la phase finale mais est finalement battu par les Eels de Parramatta 2-27 en demi-finale. David Mead dispute pour sa première saison quatorze rencontres et inscrit huit essais. Il prend part avec la sélection papoue à la Coupe du Pacifique 2009 que celle-ci remporte, David Mead y est l'un des acteurs déterminant de ce succès avec quatre essais inscrits dont deux en finale contre les Îles Cook.
En 2010, il reste au sein de Gold Coast titulaire sur son aile disputant quinze rencontres pour six essais inscrits, dont notamment un triplé contre les Roosters de Sydney, avant qu'une blessure au pied ne le prive de la fin de saison où Gold Coast termine quatrième de la saison régulière et atteint la finale préliminaire.
En 2011, Gold Coast vit une saison difficile avec une dernière place au classement final. David Mead parvient toutefois à sortir du lot en inscrivant seize essais au cours de cette saison, dont un considéré comme l'un des essais de l'année à la suite d'un coup de pied de Scott Prince repris à la volée par Mead le long de la ligne de touche pour marquer l'essai de la victoire 20-16 contre les Sharks de Cronulla-Sutherland. Il est de nouveau meilleur marqueur d'essais de Gold Coast en 2012 avec dix essais inscrits en vingt rencontres disputées. Non qualifié pour la phase finale Gold Coast obtient toutefois la prolongation du contrat de David Mead pour quatre ans. En 2013, Gold Coast échoue de deux points pour se qualifier pour les phases finales en terminant neuvième de la saison régulière. David Mead continue d'améliorer ses statistiques et y inscrit onze essais en seize rencontres, devenant le premier joueur du club à y avoir inscrit cinquante essais. Il clôt son année 2013 en disputant au poste d'arrière les trois rencontres de sa seconde Coupe du monde avec la Papouasie-Nouvelle-Guinée, cette dernière est toutefois éliminée dès le premier tour à l'issue d'une rencontre contre la France 8-9 où Mead avait la possibilité de donner la victoire aux Papous à deux minutes de la fin mais sa pénalité aux vingt-cinq mètres face aux poteaux est ratée.
Il dispute lors de la saison 2014 son centième match de NRL contre les Warriors de New Zealand, celle-ci est néanmoins perdue 16-24. Malgré seize apparitions, il n'inscrit que quatre essais, son plus faible totale depuis ses débuts, alternant des performances au poste d'arrière, de centre ou d'ailier. Lors de la saison 2015, il inscrit cinq essais en vingt-deux rencontres permettant de devenir le meilleur marqueur d'essais de l'histoire de Gold Coast, devançant Kevin Gordon. Sa dernière saison à Gold Coast en 2016 se clôt par dix-huit apparitions pour sept essais inscrits. Elle se termine par une ultime qualification en phase finale, la première depuis quatre ans, mais Gold Coast est battu par les Broncos de Brisbane dès le premier tour.

### Les Broncos de Brisbane
Les vainqueurs de Gold Coast en phase finale, à savoir les Broncos de Brisbane, obtiennent la signature de David Mead pour un contrat d'une année. Il connaît de difficultés à obtenir une place de titulaire à la suite du choix de Wayne Bennett de déplacer Jordan Kahu au poste d'ailier que devait occuper Mead, par conséquent ce dernier seulement treize rencontres dont huit comme titulaires pour trois essais inscrits. Il prolonge toutefois son contrat jusqu'à fin 2018. Il clôt sa saison avec une troisième participation à une Coupe du monde avec la Papouasie-Nouvelle-Guinée où cette dernière atteint les quarts de finale.

### Les Dragons Catalans
Finalement, il annonce en décembre 2017 son arrivée en Super League et dans la franchise française des Dragons Catalans, rejoignant son partenaire de sélection Paul Aiton et son ancien coéquipier de Gold Coast Greg Bird.

## Vie privée
David Mead est marié à Taneal avec qui il a un enfant prénommé Paxton.

## Palmarès
- Collectif :
  - Vainqueur de la Coupe du Pacifique : 2009 (Papouasie-Nouvelle-Guinée).
  - Vainqueur du City vs Country Origin : 2015 (Country).
  - Vainqueur de la Challenge Cup : 2018 (Dragons Catalans).
- Individuel :
  - Meilleur marqueur d'essais de l'histoire des Titans de Gold Coast avec soixante-sept essais inscrits.
  - Meilleur marqueur d'essais sur une saison des Titans de Gold Coast avec seize essais inscrits en 2011.

### En sélection

#### Coupe du monde
| Édition         | Rang            | Résultats Papoua. | Résultats Mead | Matchs Mead |
| --------------- | --------------- | ----------------- | -------------- | ----------- |
| Australie 2008  | Sixième         | 0 v, 0 n, 3 d     | 0 v, 0 n, 3 d  | 3/3         |
| Angleterre 2013 | 1er tour        | 0 v, 0 n, 3 d     | 0 v, 0 n, 3 d  | 3/3         |
| Australie 2017  | Quart-de-finale | 3 v, 0 n, 1 d     | 3 v, 0 n, 1 d  | 4/4         |

Légende : v = victoire ; n = match nul ; d = défaite.

#### Détails en sélection
| 1.  | 25 octobre 2008   | Angleterre       | 22-32 | Coupe du monde     | Ailier  | 0  | 0 | 0 | 0 |
| 2.  | 1er novembre 2008 | Nouvelle-Zélande | 6-48  | Coupe du monde     | Ailier  | 0  | 0 | 0 | 0 |
| 3.  | 9 novembre 2008   | Australie        | 6-46  | Coupe du monde     | Ailier  | 0  | 0 | 0 | 0 |
| 4.  | 25 octobre 2009   | Tonga            | 44-14 | Coupe du Pacifique | Arrière | 8  | 2 | 0 | 0 |
| 5.  | 1er novembre 2009 | Îles Cook        | 42-14 | Coupe du Pacifique | Arrière | 12 | 3 | 0 | 0 |
| 6.  | 27 octobre 2013   | France           | 8-9   | Coupe du monde     | Arrière | 0  | 0 | 0 | 0 |
| 7.  | 4 novembre 2013   | Samoa            | 4-38  | Coupe du monde     | Arrière | 0  | 0 | 0 | 0 |
| 8.  | 8 novembre 2013   | Nouvelle-Zélande | 10-56 | Coupe du monde     | Arrière | 0  | 0 | 0 |   |
| 9.  | 7 mai 2016        | Fidji            | 24-22 | Amical             | Arrière | 0  | 0 | 0 | 0 |
| 10. | 28 octobre 2017   | Pays de Galles   | 50-6  | Coupe du monde     | Arrière | 12 | 3 | 0 | 0 |
| 11. | 5 novembre 2017   | Irlande          | 14-6  | Coupe du monde     | Arrière | 0  | 0 | 0 | 0 |
| 12. | 12 novembre 2017  | États-Unis       | 64-0  | Coupe du monde     | Arrière | 4  | 1 | 0 | 0 |
| 13. | 19 novembre 2017  | Angleterre       | 6-36  | Coupe du monde     | Arrière | 0  | 0 | 0 | 0 |

### En club

#### Statistiques
| Saison | Club              | Compétition           | Matchs | Points | Essais | Goals | Drops |
| ------ | ----------------- | --------------------- | ------ | ------ | ------ | ----- | ----- |
| 2009   | Gold Coast Titans | National Rugby League | 14     | 32     | 8      | -     | -     |
| 2010   | Gold Coast Titans | National Rugby League | 15     | 24     | 6      | -     | -     |
| 2011   | Gold Coast Titans | National Rugby League | 24     | 64     | 16     | -     | -     |
| 2012   | Gold Coast Titans | National Rugby League | 20     | 40     | 10     | -     | -     |
| 2013   | Gold Coast Titans | National Rugby League | 16     | 44     | 11     | -     | -     |
| 2014   | Gold Coast Titans | National Rugby League | 18     | 16     | 4      | -     | -     |
| 2015   | Gold Coast Titans | National Rugby League | 22     | 20     | 5      | -     | -     |
| 2016   | Gold Coast Titans | National Rugby League | 18     | 28     | 7      | -     | -     |
| 2017   | Brisbane Broncos  | National Rugby League | 12     | 12     | 3      | -     | -     |
| 2017   | Brisbane Broncos  | World Club Series     | 1      | 4      | 1      | -     | -     |
| 2018   | Dragons Catalans  | Super League          | 27     | 60     | 15     | -     | -     |
| 2018   | Dragons Catalans  | Challenge Cup         | 4      | 4      | 1      | -     | -     |
| 2019   | Dragons Catalans  | Super League          | 17     | 16     | 4      | -     | -     |
| 2019   | Dragons Catalans  | Challenge Cup         | 2      | 8      | 2      | -     | -     |
| 2020   | Dragons Catalans  | Super League          | 7      | 16     | 4      | -     | -     |
| 2020   | Dragons Catalans  | Challenge Cup         | 1      | 12     | 3      | -     | -     |
| 2021   | Brisbane Broncos  | National Rugby League | 0      | -      | -      | -     | -     |